# Lepidophthalmus turneranus

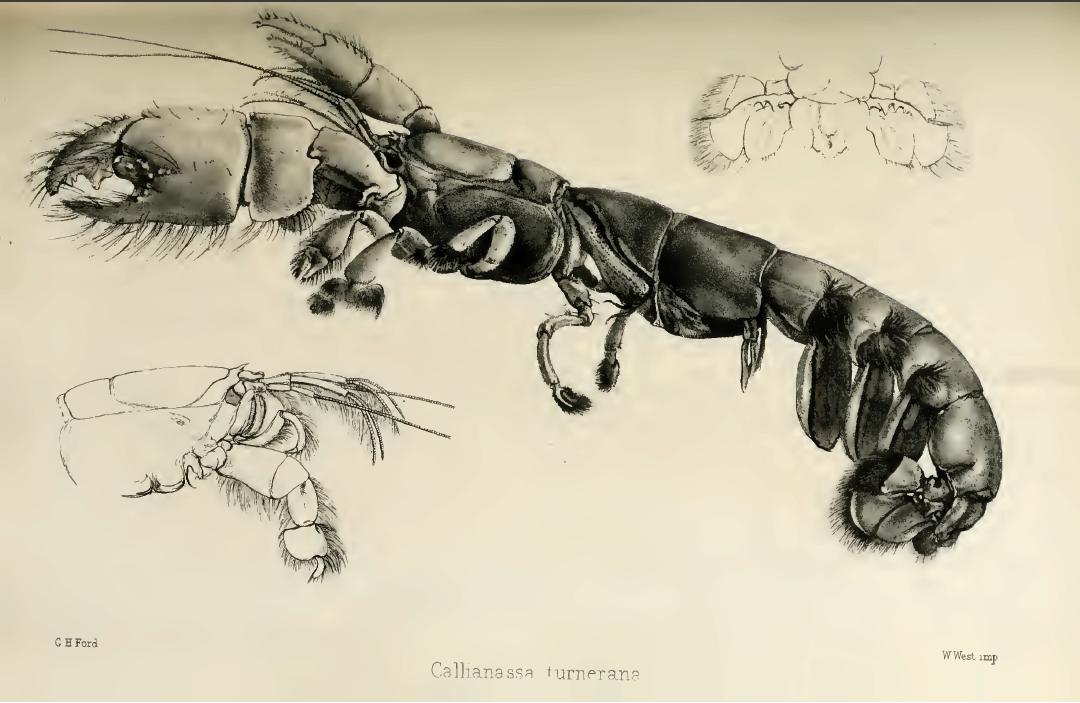
Callianassa turnerana nach der ursprünglichen Klassifikation von White.

Lepidophthalmus turneranus (Syn.: Callianassa turnerana), auch bekannt als (Blaue) Kamerun-Garnele, ist ein an der Westküste Afrikas heimischer Zehnfußkrebs. Periodisch schwarmweises Vorkommen in der Region des Kamerunästuars wird durch die Fischerei genutzt. Portugiesen nannten den Fluss Wouri im 15. Jahrhundert aufgrund eines solchen Schwarms Rio dos Camarões, was zum heutigen Namen des Landes Kamerun führte.

## Merkmale
Lepidophthalmus turneranus erreicht Körperlängen von 5,5 bis 14,5 cm. Die Segmente 3 bis 5 des Abdomens sind rückenseits glatt. Das Telson ist etwas breiter als lang und ebenfalls glatt, ohne deutliche Grate. Die angrenzenden Endopoditen der Uropoden sind deutlich länger als das Telson. Das Rostrum ragt bei adulten Tieren distal über die Augen hinaus und besteht aus drei oder fünf gleich langen Zähnen. Bei jungen Tieren kann dieses Merkmal schwächer ausgeprägt sein oder noch fehlen. Die Basis des ersten Antennenpaares ist wesentlich größer als die des zweiten Paares.
Weibliche Exemplare besitzen an den Handflächen der Scheren am ersten Schreitbeinpaar eine halbmondförmige Vertiefung, die bei Männchen fehlt.

## Verbreitung und Lebensraum
Die Art ist an den Küstengewässern im Golf von Guinea heimisch, die Verbreitung reicht von der Elfenbeinküste im Norden bis zur Republik Kongo im Süden. Dabei werden vor allem Lagunen und Ästuare besiedelt, so dass Lepidophthalmus turneranus sowohl in Salzwasser, als auch im Brackwasser zu finden ist.
Wie die meisten Arten der Callianassidae lebt Lepidophthalmus turneranus in selbst gegrabenen Schlammhöhlen im Meeresboden. Alle drei bis fünf Jahre werden die Höhlengänge verlassen, um in die Ästuare zu schwärmen.

## Nutzung
Lepidophthalmus turneranus ist die einzige Art der Familie der Callianassidae, die als Nahrung für Menschen dient. Während des Schwärmens in die Ästuare werden diese Garnelen vornehmlich mit Körben gefangen. Weibliche Tiere werden als ganzes gegessen, während einem Inhaltsstoff der Männchen nachgesagt wird, den Rachen zu reizen. Durch Auspressen wird von Pleons der Männchen Öl gewonnen.

## Taxonomie
Die Art ist nach James Aspinall Turner benannt und wurde 1861 durch Adam White als Callianassa turnerana erstbeschrieben. K. Sakai stellte die Art 1999 in die Gattung Lepidophthalmus, u. a. aufgrund des für diese Gattung typisch mehrzackigen Rostrums und des nicht verlängerten Carpus am scherentragenden ersten Schreitbein bei Männchen.
Synonyme sind Callianassa krukenbergi Neumann, 1878, Callianassa diademata Ortmann, 1891, Callianassa turnerana White, 1861 und Callichirus turneranus (White, 1861).